# Sabrina Cervantes
Sabrina Cervantes (Corona, 24 de octubre de 1987) es una política estadounidense que ha servido en el Senado del Estado de California desde 2024, representando al distrito 31. Miembro del Partido Demócrata, se desempeñó como miembro de la Asamblea Estatal de California de 2016 a 2024, representando al distrito 58 de la Asamblea, que abarca la ciudad de Jurupa Valley, en el noroeste del condado de Riverside, y partes de las ciudades de Corona, Eastvale y Riverside, así como la ciudad de Grand Terrace, en el condado de San Bernardino .
Cervantes fue elegida por primera vez para la Asamblea estatal en noviembre de 2016 para representar al Distrito 60 de la Asamblea después de derrotar al republicano Eric Linder. En 2019, se convirtió en la primera miembro de la Legislatura del Estado de California en dar a luz a trillizos mientras desempeñaba el cargo.

## Primeros años y educación
Cervantes nació y creció en el condado de Riverside, California. Su padre, Greg, había servido anteriormente como alcalde de Coachella y su hermana, Clarissa, es miembro del consejo municipal de Riverside. Obtuvo una licenciatura en ciencias políticas con especialización en políticas públicas de la Universidad de California en Riverside. También completó un programa de Educación Ejecutiva en la Escuela Kennedy de la Universidad de Harvard.

## Carrera
Antes de ser elegida, Cervantes se desempeñó como directora de distrito de un miembro de la Asamblea Estatal de California y como directora del Proyecto de Votantes de California. También trabajó en el sector privado junto a varias organizaciones comunitarias para mejorar la economía local, ampliar el acceso a la educación de calidad y mejorar el acceso a los servicios gubernamentales.
En las elecciones para la Asamblea de 2016, Cervantes derrotó al entonces representante republicano Eric Linder con el 53.7% de los votos. Ella resultó reelegida en 2018, 2020 y 2022. En 2024, se presentó para el Senado Estatal de California por el distrito 31, en el que resultó ganadora con el 54.3% de los votos.
Cervantes es miembro del Caucus Legislativo Latino de California, del Caucus Legislativo de Mujeres de California, y del Caucus Legislativo LGBTQ de California.

## Vida personal
Cervantes vive en Corona, California, con su esposa que trabaja como técnica hospitalaria. Dio a luz a trillizos en 2019. En mayo de 2025, el Departamento de Policía de Sacramento emitió a Cervantes una citación por sospecha de conducir bajo la influencia del alcohol después de que su automóvil fuera chocado por otro vehículo, pero el fiscal de distrito no presentó cargos después de que las pruebas de laboratorio no mostraran presencia medible de drogas o alcohol.